# Nipponomyia pentacantha
Nipponomyia pentacantha là một loài ruồi trong họ Pediciidae. Chúng phân bố ở vùng sinh thái Palearctic.